# Phare de Scarlett Point
Le phare de Scarlett Point est un phare érigé au nord-est de l'île Balaklava , à environ 15 km au nord-ouest de Port Hardy, dans le District régional de Mount Waddington (Province de la Colombie-Britannique), au Canada. 
Ce phare est géré par la Garde côtière canadienne .

## Histoire
Le premier phare a été construit sur l'extrémité nord-ouest de l'île. Il a été mis en service le 12 avril 1905. C'était une maison en bois de deux étages dont le toit était surmonté d'une lanterne carrée rouge. Il émettait une lumière fixe rouge visible jusqu'à 18 km en mer. En 1915, il fut équipé d'un signal de brouillard dans un bâtiment à l'est du phare.
Il a été démoli en 1965 et remplacé par une tour à ossature métallique.

## Description
Le phare actuel, remplaçant celui de 1965, est une tour cylindrique blanche en acier, avec une lanterne octogonale rouge, de 11 m de haut. Il émet, à une hauteur focale de 24 m, un éclat blanc toutes les 5 secondes. Sa portée nominale est de 15 milles nautiques (environ 28 km). 
Cette station légère est pourvue de personnel résident. Outre le phare et la maison des gardiens, elle possède aussi un bâtiment de corne de brume.
Identifiant : ARLHS : CAN-450 - Amirauté : G-5648 - NGA : 12268 - CCG : 0570 .

### Lien connexe
- Liste des phares de la Colombie-Britannique